# Liste der Naturdenkmale in Ebringen
| Naturdenkmale | Anzahl |
| ------------- | ------ |
| FND           | 1      |
| END           | 0      |
| Gesamt        | 1      |

Die Liste der Naturdenkmale in Ebringen nennt die verordneten Naturdenkmale (ND) der im baden-württembergischen Landkreis Breisgau-Hochschwarzwald liegenden Gemeinde Ebringen. In Ebringen gibt es insgesamt ein als Naturdenkmal geschützte Objekte, welches ein flächenhaftes Naturdenkmal (FND) ist. Es gibt kein Einzelgebilde-Naturdenkmal (END).
Stand: 31. Oktober 2016.

## Flächenhafte Naturdenkmale (FND)
| Name                     | Bild | Kennung     | Einzelheiten | Position | Fläche Hektar | Datum        |
| ------------------------ | ---- | ----------- | ------------ | -------- | ------------- | ------------ |
| Kienberg                 |      | 83150280001 | Ebringen     | ???      | 4,9           | 3. Feb. 1992 |
| Legende für Naturdenkmal |      |             |              |          |               |              |